# 노린코

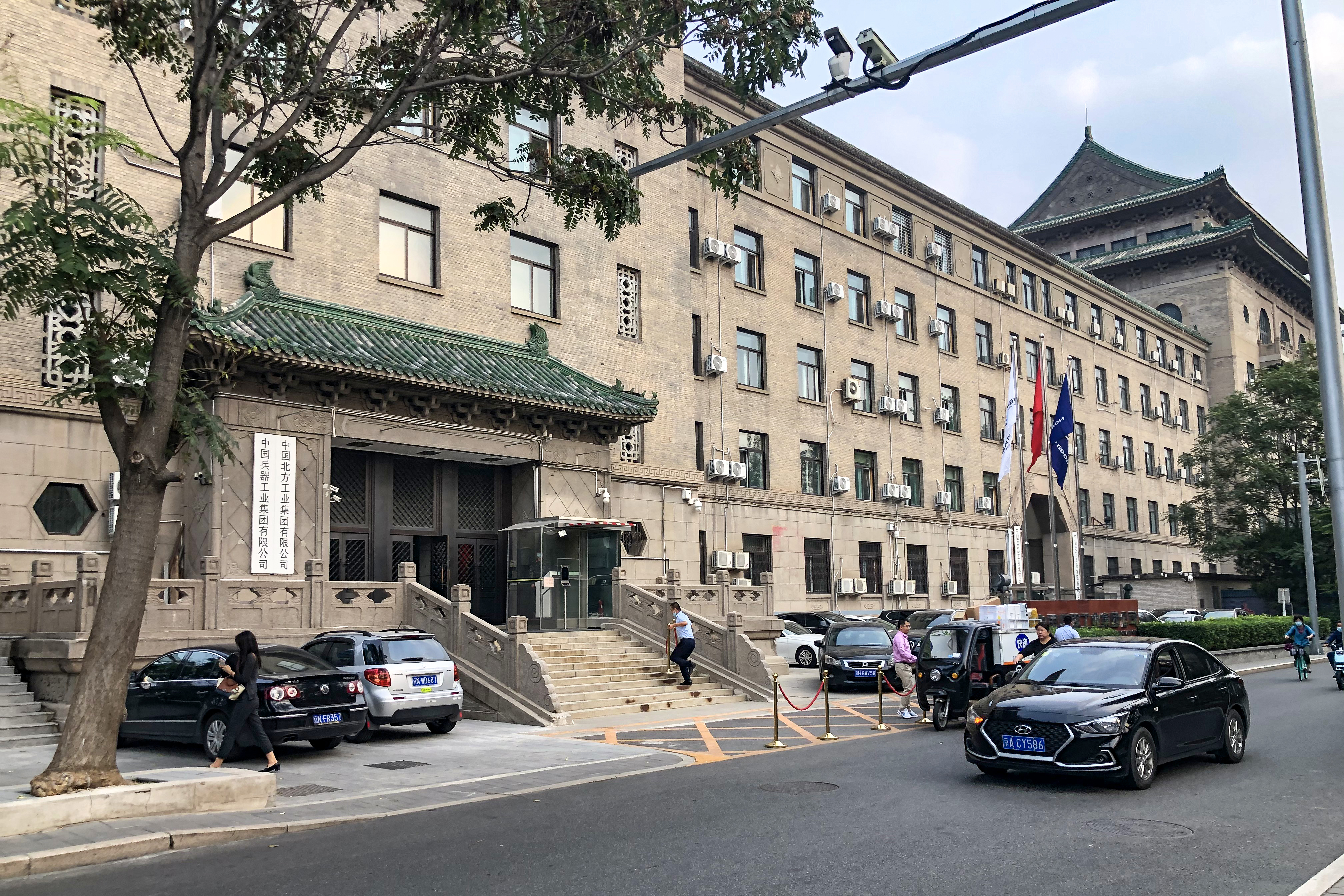
본사 (2020년)

노린코(Norinco) 또는 중국북방공업집단유한공사(中国北方工业集团有限公司, China North Industries Corporation)는 중국 국유의 군수기업으로, 다양한 상업용 및 군사 제품들을 제조한다. 국내 토목건축 및 군수 프로젝트에도 참여한다. 노리코는 세계 최대의 군수계약사들 가운데 하나이다.

## 역사
1980년, 중화인민공화국 국무원의 승인에 따라 설립되었다.

## 국제 고객
노린코의 국제 고객으로는 파키스탄, 짐바브웨, 캐나다, 콩고 민주 공화국, 베네수엘라 등이 있다.